# Operation Active Endeavour

Flagge der NATO

Operation Active Endeavour (OAE) war eine militärische Operation im Mittelmeerraum unter der Führung der NATO. Ziel der Operation war es, NATO-Solidarität und Entschlossenheit zu demonstrieren und zur Entdeckung und Abschreckung terroristischer Aktivitäten im Mittelmeerraum beizutragen. Die Operation begann am 26. Oktober 2001 und wurde am 15. Juli 2016 beendet. Die Nachfolgeoperation trägt die Bezeichnung Sea Guardian.

## Geschichte
Nach den Terroranschlägen des 11. Septembers 2001 beschloss der Nordatlantikrat erstmals das Inkrafttreten des Bündnisfalls nach Artikel 5 des Washingtoner Vertrags. Die Operation Active Endeavour begann offiziell am 26. Oktober 2001. Wesentliche Aufgabe dieser Operation ist die Seeraumüberwachung zur Erfassung und Dokumentation des zivilen Seeverkehrs und der daran teilnehmenden Handelsschiffe. Die erfassten Daten sind Grundlage für präventive Maßnahmen gegen terroristische Aktivitäten und werden auch für andere Marineeinsätze im Mittelmeerraum, wie z. B. den UNIFIL-Einsatz der deutschen Marine vor dem Libanon genutzt. Die Operation wurde vom Allied Maritime Command in Northwood, Großbritannien durchgeführt und von einer Task Force im Mittelmeerraum geleitet. Es wurden insgesamt über 128.000 Schiffe überwacht, 172 näher kontrolliert und 488 Schiffe wurden eskortiert.
Am 4. Februar 2003 wurde der Einsatz erweitert. Seitdem wurden auch zivile Schiffe durch die Straße von Gibraltar begleitet, um den Schiffsverkehr in diesem Bereich, der als möglicher Ort für terroristische Anschläge angesehen wird, zu sichern.
Die Deutsche Marine beteiligte sich seit dem 16. November 2001 an diesem Einsatz. Meistens wurde dazu ein deutsches Schiff der Standing NATO Maritime Group 1 oder 2 (SNMG 1 ist die ehemalige Standing Naval Force Atlantic, SNMG 2 war Standing Naval Force Mediterranean) abgestellt. Zu Beginn waren die Zerstörer Lütjens und Mölders und später diverse Fregatten, aber auch deutsche U-Boote daran beteiligt. Zeitweise operierten in der Straße von Gibraltar auch Schnellboote.
Die Schiffe führten zur Erkennung die NATO-Flagge an der Steuerbordrah ihres Mastes. Die NATO verlieh teilnehmenden Soldaten die Article-V-Medaille, das Bundesministerium der Verteidigung die Einsatzmedaille der Bundeswehr für die Teilnahme an der NATO-Operation Active Endeaveour.
NATO-Generalsekretär Jens Stoltenberg teilte am 19. Mai 2016 nach einem Treffen der NATO-Außenminister in Brüssel mit, es sei geplant, die Operation ab Juli 2016 auszuweiten, um die Operation Sophia der EU vor der libyschen Küste militärisch zu stärken.

## Politik in Deutschland
Der Bundestag beriet am 16. Januar 2014 eine Verlängerung des Auftrages. Da dort nur eine erste Beratung stattfand, wurde die Diskussion über eine Verlängerung (mit oder ohne Anpassung des Einsatzinhaltes) in den Verteidigungsausschuss übertragen. Aktuell stehen sich zwei verschiedene Sichtweisen gegenüber. Die Bundesregierung möchte das Mandat bis Jahresende weiterlaufen lassen.
Bündnis 90/Die Grünen und die Linke fordern in eigenen Anträgen das Mandat nicht weiter zu verlängern, weil terroristische Aktivitäten nicht aufgedeckt (GRÜNE), bzw. Auslandseinsätze der Bundeswehr generell abgelehnt werden (LINKE). Bei einer Abstimmung des Bundestages am 17. Dezember 2015 wurde das Mandat für die Bundeswehr wiederum bis zum 15. Juli 2016 verlängert.

## Kritik
Lars Klingbeil (SPD) bemängelte, dass man zwölf Jahre nach den Terroranschlägen vom 11. September nicht mehr von einem Bündnisfall sprechen könne und deshalb das Mandat der Bundeswehr zwar richtig ist, aber auf einer falschen Tatsache beruht.